# مسافر (ترانه افشین مقدم)
مسافر ترانه‌ای از جهانبخش پازوکی است که آهنگ‌سازی ان را نیز وی انجام داده است. ناصر چشم‌آذر این آهنگ را تنظیم کرد و سرانجام توسط افشین مقدم اجرا شد.

## متن ترانه
روزی که می‌خواستم، از شهرمون برم 

پیش هزاران چشم، تو گریه می‌کردی 

می‌گفتی با حسرت، دیگه بر نمی‌گردی 

گفتم که عمر این سفر کوتاهه کوتاهه 

گفتی که یاد من همیشه با تو همراهه 

گفتم مبادا جای من را دیگری گیرد 

گفتی که منتظر نشستن آخرین راهه 

حالا که بر گشتم، با آرزوهایم 

دست قشنگ تو، در دست من سرده 

میگه نگاه تو، کاش کی که بر گرده 

دل را اگر دادی به دیگری بگو بگو 

از من تو پیدا کردی بهتری بگو بگو 

دل را به این و آن سپردن خود بوَد گناه 

از بام من میخوای که بپری بگو بگو 

گفتم که عمر این سفر کوتاهه کوتاهه 

گفتی که یاد من همیشه با تو همراهه 

گفتم مبادا جای من را دیگری گیرد 

گفتی که منتظر نشستن آخرین راهه 

حالا که بر گشتم، با آرزوهایم 

دست قشنگ تو، در دست من سرده 

میگه نگاه تو، کاش کی که بر گرده 

دل را اگر دادی به دیگری بگو بگو 

از من تو پیدا کردی بهتری بگو بگو 

دل را به اینو آن سپردن خود بوود گناه 

از بام من میخوای که بپری بگو بگو 

گفتم که عمر این سفر کوتاه کوتاهه 

گفتی که یاد من همیشه با تو همراهه 

گفتم مبادا جای من را دیگری گیرد 

گفتی که منتظر نشستن آخرین راه 

حالا که بر گشتم با آرزوهایم 

دست قشنگ تو در دست من سرده 

میگه نگاه تو کاش کی که بر گرده 

دست قشنگ تو در دست من سرده 

میگه نگاه تو کاش کی که بر گرده 

دست قشنگ تو در دست من سرده 

میگه نگاه تو کاش کی که بر گرده...

## حواشی
در اثنای سفری که منجر به مرگ افشین مقدم شد، همراهان او متوجه می‌شوند که افشین مدام بخش آغازین این ترانه را می‌خواند. گویی از مرگ خود خبر دارد زیرا مدام از مرگ حرف می‌زند. بعدها این ترانه به این معروف شد که داستان مرگ این خواننده را شرح می‌دهد.